# Torre de bombardeo
Las torres de bombardeo, eran torres de piedra construidas a finales del siglo X. Comúnmente constaban de cañones que disparaban a barcos o armas de asedio o simplemente para proteger una ciudad.
Eran empleadas por los imperios que usaban la pólvora como arma, entre los cuales se encuentran el Imperio Español, Imperio Bizantino, Imperio Otomano y el Imperio Coreano en oriente.
Los chinos, que eran los inventores de la pólvora no la usaban como arma; sin embargo, se han encontrado cañones en la Gran Muralla China donde posiblemente se usaban como defensa y se anexaban torres de bombardeo. 
A diferencia de una torre del homenaje, las torres de bombardeo tenían mayor alcance (ya que un cañón tenía mayor alcance que un arquero).
Hoy en día, no hay muchas evidencias sobre estas torres, puesto que casi todas fueron destruidas, no solo por los invasores, sino también por los mismos que la construían, puesto que costaban de muchos recursos y constaban de mucho tiempo para ser construidas durante las invasiones así como el uso de cañones.